# Port lotniczy Dundo
Port lotniczy Dundo – krajowy port lotniczy położony w Dundo, w Angoli.

## Linie lotnicze i połączenia
| Linia Lotnicza       | Kierunek  |
| -------------------- | --------- |
| Fly Angola           | 1. Luanda |
| TAAG Angola Airlines | 1. Luanda |